# Świdrówko
Świdrówko (niem. Schwidrowken, w latach 1929–1945 Eduardsfelde) – osada w Polsce położona w województwie warmińsko-mazurskim, w powiecie oleckim, w gminie Świętajno.
W latach 1975–1998 miejscowość administracyjnie należała do województwa suwalskiego.